# Renault-Triebwagen
Die Renault-Triebwagen (Autorails Renault) waren Schienenfahrzeuge eines Zweigbetriebs der französischen Automobilfirma Renault, die bis 1922 Société des automobiles Louis Renault, dann Société anonyme des usines Renault (S.A.U.R.) hieß und 1945 zur Régie nationale des usines Renault wurde.

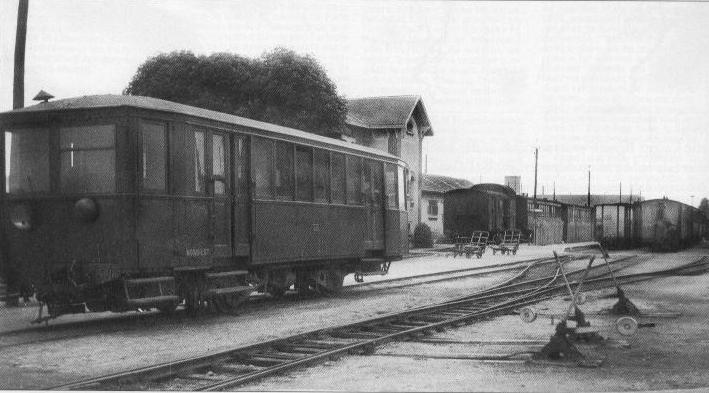
RS1 mit Scemia-Aufbau im Bahnhof Soissons Saint-Waast

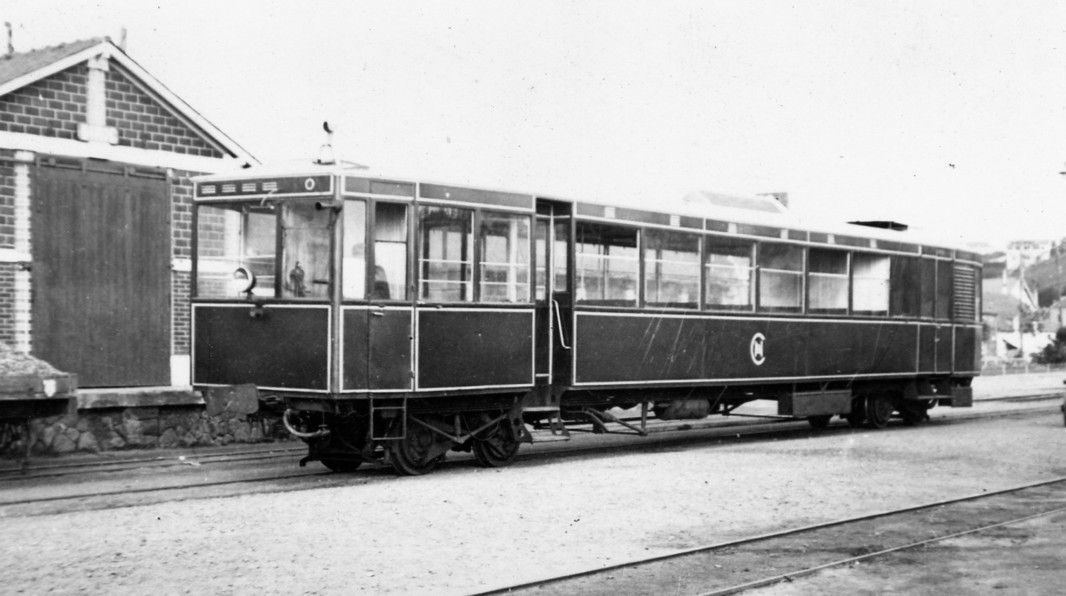
Einziger Triebwagen des Typs NK bei den Chemins de fer des Côtes-du-Nord

Nach seinem Erfolgen im Automobilbau suchte Louis Renault nach Möglichkeiten, sein Unternehmen zu erweitern. Er fand sie im Eisenbahnwesen, wo bis nach dem Ersten Weltkrieg keine leichten, einfach gebauten Fahrzeuge für den Personentransport existierten. Renault erkannte wie zur gleichen Zeit auch andere Konstrukteure die Möglichkeit, weitgehend Komponenten von Kraftfahrzeugen zu verwenden.

## Geschichte

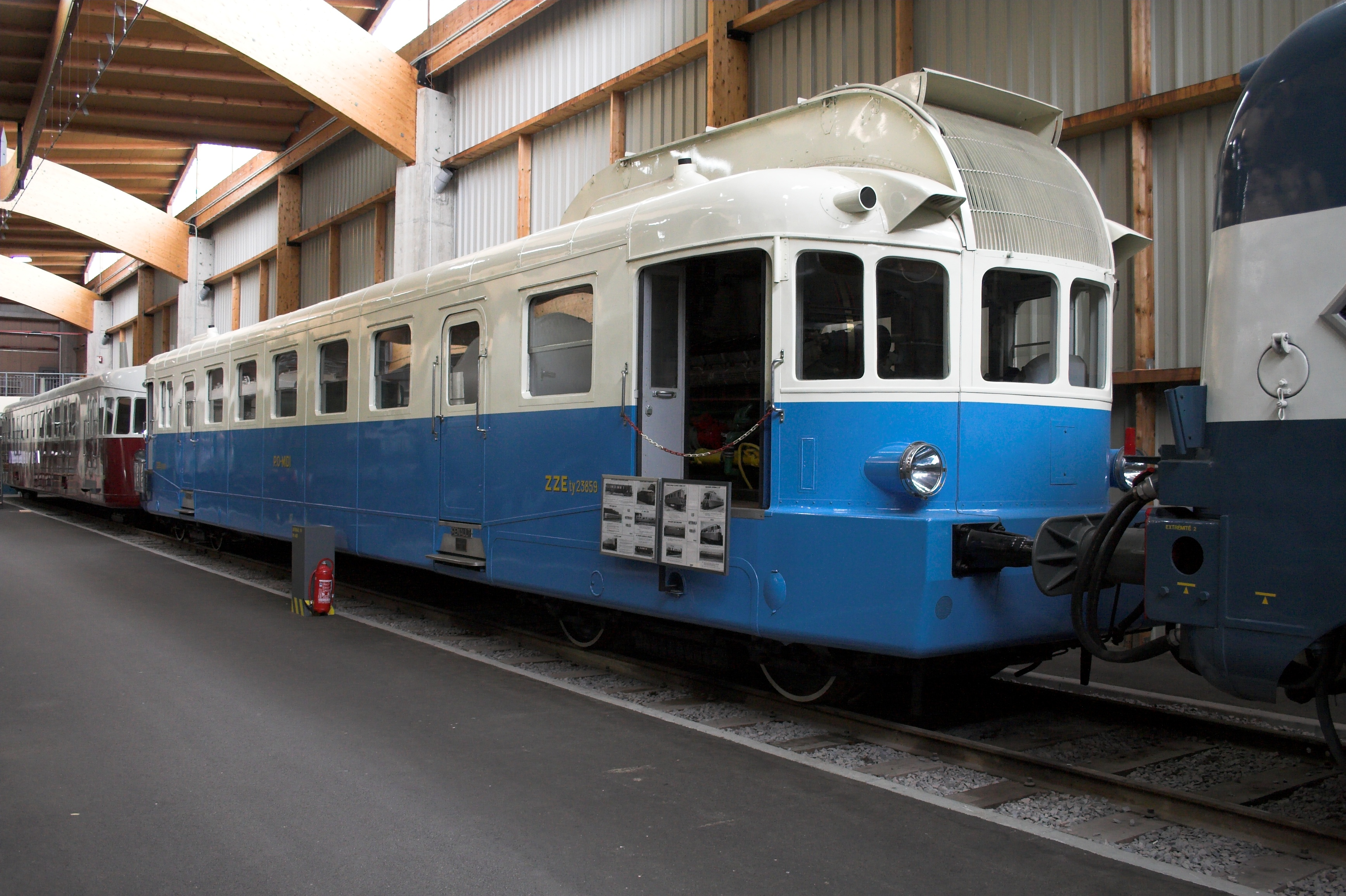
Erhaltener VH im Eisenbahnmuseum Mülhausen

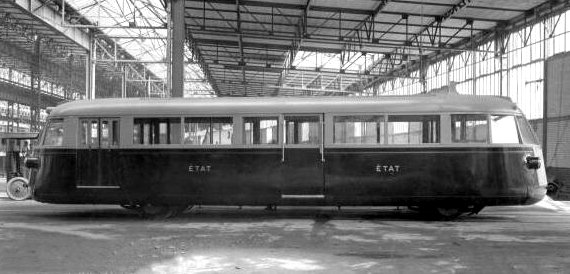
ZO aus dem Jahr 1934

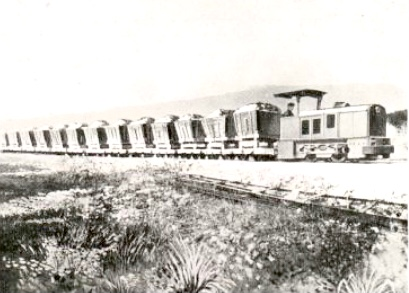
Renault Kleinlokomotive

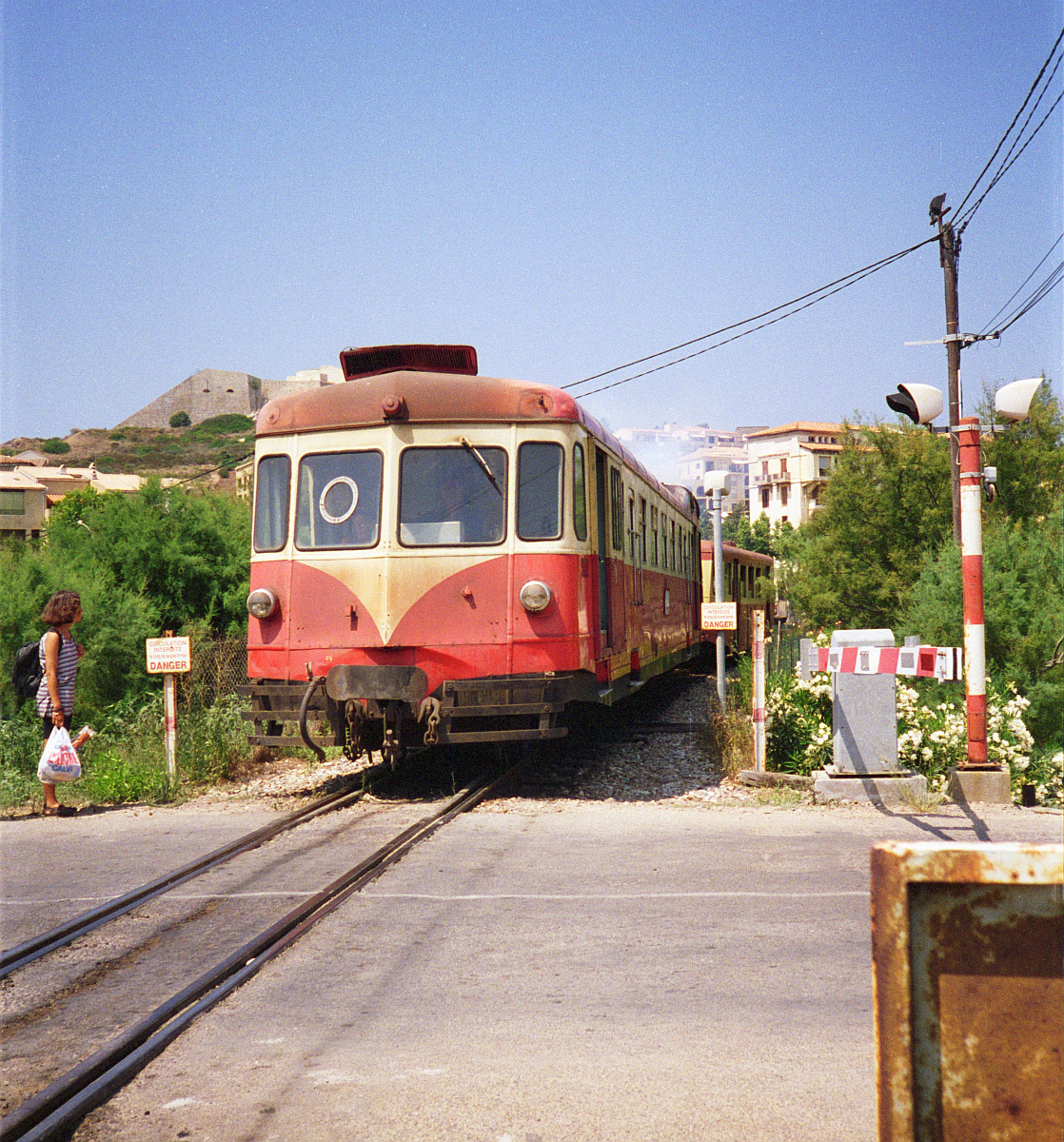
ABH der 8. Bauserie bei den Chemins de fer de la Corse, 1994

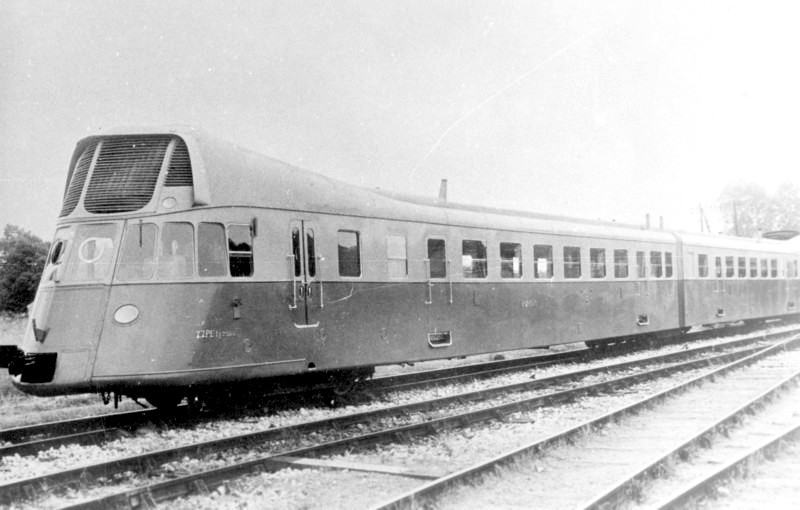
Zweiteiliger ABV2 mit dem auch für den ABJ3 typischen auffälligen Dachaufbau

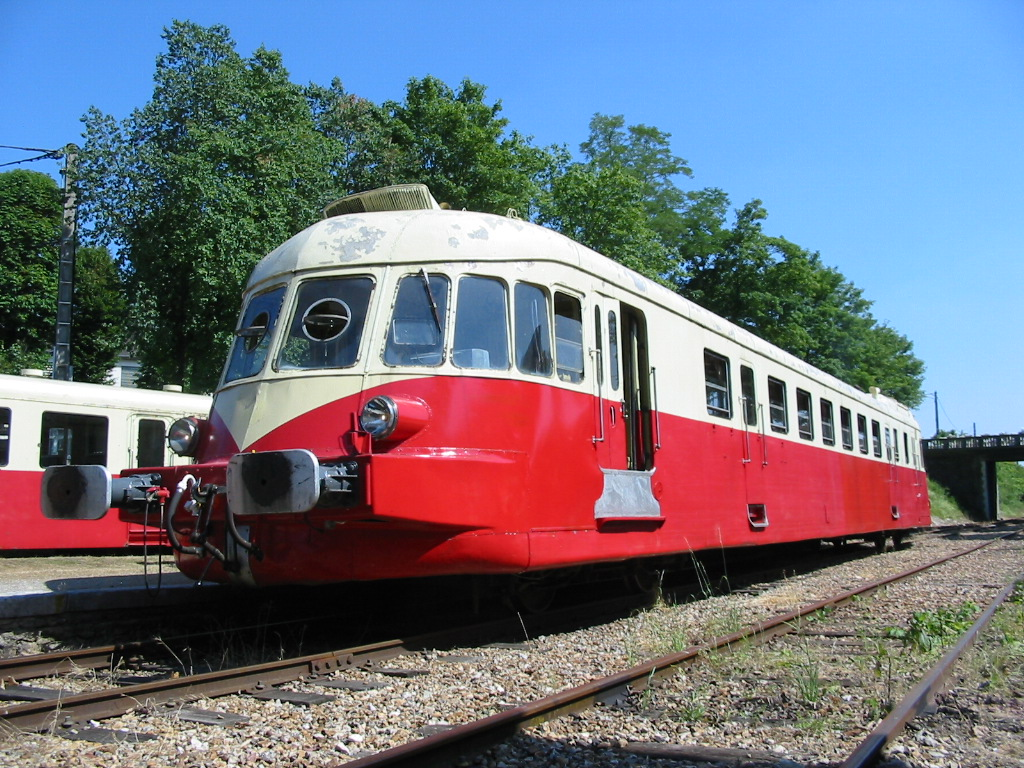
ABJ4 beim Chemin de Fer de la Vallée de l’Eure (CFVE)

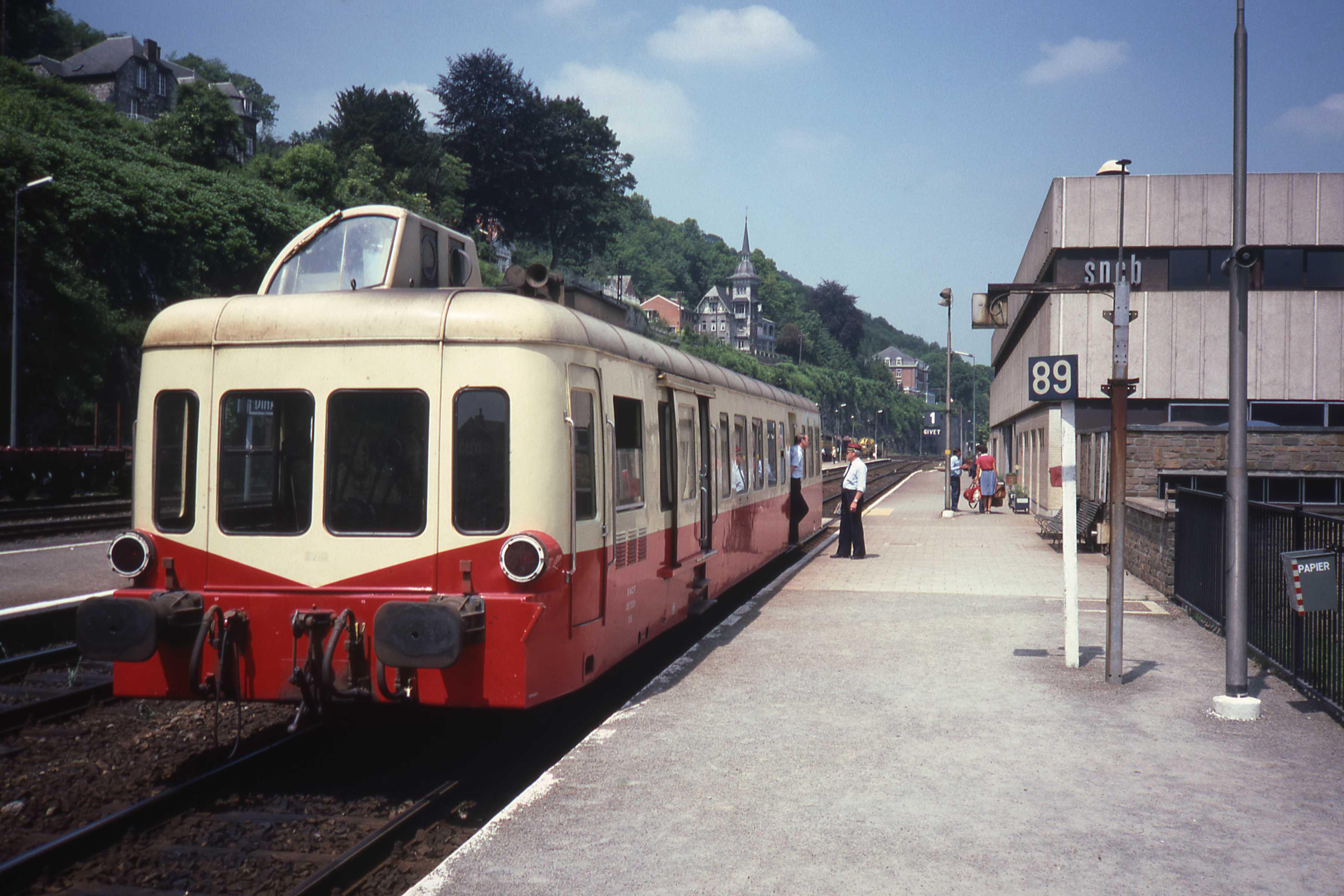
X 3800 „Picasso“ der SNCF im belgischen Dinant, 1984

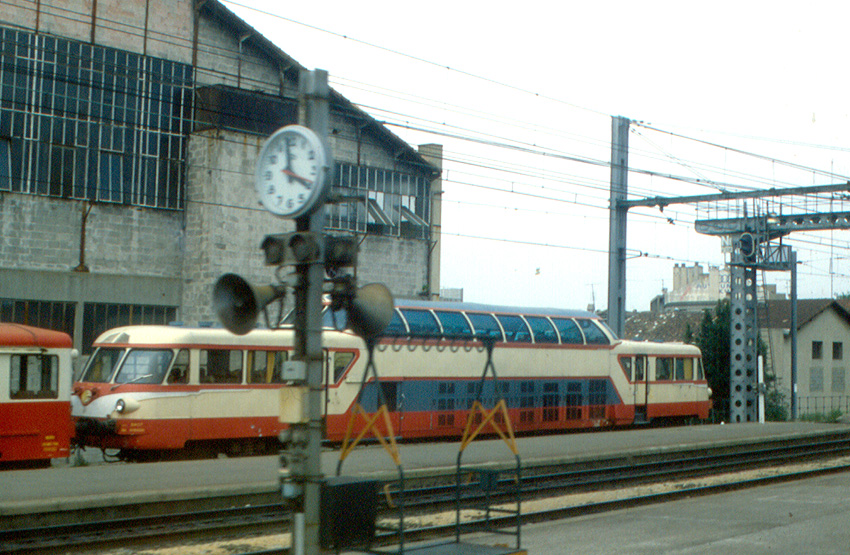
X 4200 in Avignon, 1974

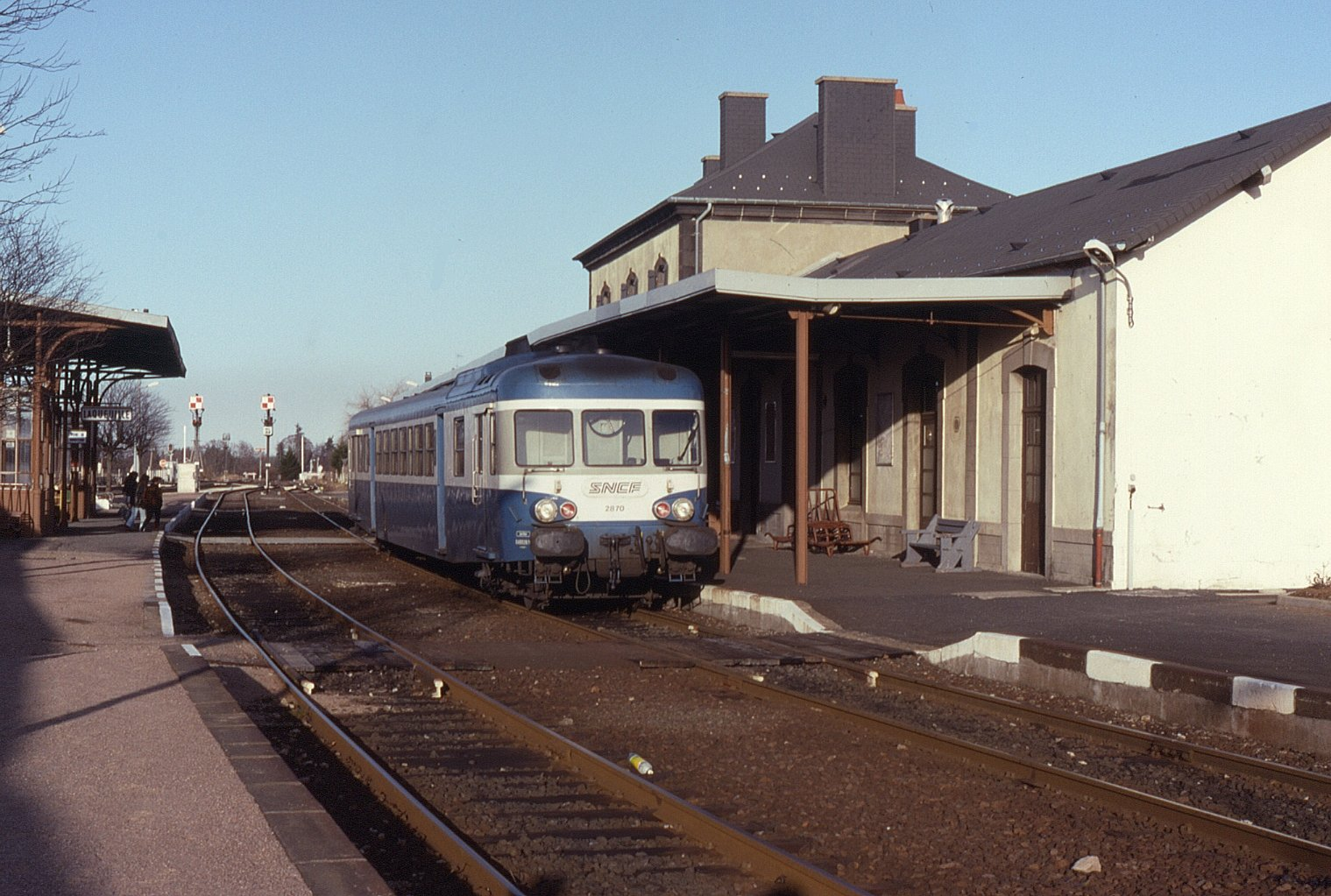
X 2800 im Bahnhof Laqueuille, 1991

Im Werk von Renault in Boulogne-Billancourt, wo auch die Kraftfahrzeuge gefertigt wurden, entstand 1921 mit dem Typ KA ein erster Schienenbus. Wie die etwa zur gleichen Zeit gebauten Fahrzeuge von Georges Tartary war dieser ein Einrichtungsfahrzeug. Es wurde erstmals ein Drehgestell statt einer starren Vorderachse verwendet. Abgesehen davon glich er aber weitgehend einem typischen Straßenfahrzeug auf einem Lastwagenfahrgestell. Von dem meterspurigen KA wurden sieben Exemplare gebaut, die zwischen 1922 und 1925 an vier französische Schmalspurbahnen und eine weitere in Brasilien ausgeliefert wurden. Die Tramways de la Vendée erhielten 1925 zwei Fahrgestelle und fertigten die Aufbauten in der eigenen Werkstatt.
Ab 1921 baute Renault auch Gruben- und Kleinlokomotiven. Um dem umtriebigen Konkurrenten De Dion-Bouton nicht das Feld zu überlassen, entstand 1924 mit dem Typ NF nochmals ein omnibusähnliches Fahrzeug, von dem nur zwei Exemplare gefertigt wurden. Zeitgleich wurden mit der Société de construction et d'entretien de matériel industriel et agricole (Scemia) die ersten Zweirichtungsfahrzeuge der Bauart RS entwickelt. Von den zweiachsigen Triebwagen gab es die vier Bauarten RS1 bis RS4, die sich hauptsächlich durch die Motorisierung und die Zahl der angetriebenen Achsen unterschieden. 69 Fahrzeuge der Typen RS1, RS2 und RS4, die auch Beiwagen ziehen konnten, wurden verkauft und u. a. auch nach Spanien (Spurweiten 1672 mm und 1000 mm), Italien (Normalspur), Indien (Kapspur) und Dänemark (Meterspur) exportiert. Dabei orderten manche ausländische Gesellschaften nur die Fahrgestelle und fertigten die Aufbauten selbst, während die französischen überwiegend das standardisierte Scemia-Design bevorzugten.
Neben den Leichttriebwagen entstanden 1923 die auf zwei Drehgestellen ruhenden Fahrzeuge der Typen KE (normalspurig, 2 Exemplare) und KF (Meterspur, 3 Fahrzeuge). Auch von den Bauarten NF, NK und RH gab es nur wenige Exemplare. Erst vom ab 1927 gebauten schmalspurigen Typ PF konnten wieder zahlreiche Fahrzeuge verkauft werden. 1929 folgten die normalspurigen Bauarten TS (vierachsig; fünf Fahrzeuge) und RJ (zweiachsig, ein Fahrzeug). In jenem Jahr zog das Unternehmen auf die Seineinsel Île Seguin bei Paris um.
1931 entstand in 14 Exemplaren der zweiachsige, normalspurige Schienenbus TE, von dem einige mit den Chemins de fer de l’État an die SNCF übergingen. Dessen Nachfolger, der Typ VG aus dem Jahr 1933, wies anstelle der Kastenform erstmals abgerundete Kanten auf. Noch moderner wirkte der gleichzeitig entwickelte, vierachsige Typ VH, von dem 100 Fahrzeuge gebaut wurden. Als Doppeltriebwagen wurde im Jahr darauf die Bauart VHD entwickelt, von der aber nur zwei Fahrzeuge das Werk verließen. Zweiachsige Schienenbusse aus dem Jahr 1934 waren die normalspurigen ZO und ZP. Die zwischen 1935 und 1949 gebauten 49 vierachsigen Triebwagen der Bauart ABH waren für die Meterspur konzipiert. Sie liefen in unterschiedlichen Ausführungen und acht zeitlich aufeinanderfolgenden Bauserien (ABH1 – ABH8) u. a. auch im heutigen Senegal und in Französisch-Indochina.
Eine noch weitere Verbreitung fand die Baureihe ABJ, von der ab 1935 mehr als 230 Fahrzeuge (Regelspur und Iberische Breitspur) das Werk verließen. Die Unterserien ABJ1 bis ABJ4 unterschieden sich hauptsächlich durch ihre Motorkühlung, was dem ABJ3 mit einem Kühlergrill auf der Frontseite des Dachaufbaus ein auffälliges Aussehen verlieh. Der ABJ2 lief auch in Spanien und dem heutigen Tunesien, etliche ABJ4 kamen nach deren Gründung zur Staatsbahn SNCF und wurden als X 3600 in deren Nummernschema integriert. Als zweiteiliger ABJ entstand in 17 Exemplaren die Baureihe ABV, vom dreiteiligen ABL gab es nur ein Fahrzeug. Weitere ab 1936 gebaute vierachsige Triebwagen für die Regelspur waren die Typen ADP (16 Fahrzeuge), ADX² (22) und AEK (22). Mit dem nur in einem Exemplar gefertigten, 32,73 m langen und 150 km/h schnellen AET endete zunächst die Entwicklung von Triebwagen.
1938 gab es erste Überlegungen, zusätzlich zu den vorhandenen Lazarettzügen auch Triebwagen für die Beförderung verwundeter Soldaten zu nutzen. Zahlreiche VH und ABJ wurden daraufhin für den Verwundetentransport hergerichtet. Sie konnten zwölf liegende und 20 sitzende Verletzte sowie Krankenpfleger aufnehmen. Zum Zeitpunkt der Mobilmachung im September 1939 waren 84, im April 1940 dann 112 derartige Triebwagen vorhanden.
Nach dem Zweiten Weltkrieg wurden teilweise alte Baureihen fortgeführt, 1949 wurden ABJ7 nach Spanien geliefert. Mit dem U150 entstand 1948 ein normalspuriger Triebwagen auf Drehgestellen, der durch eine asymmetrisch angebrachte Führerkanzel auffiel, die über das Wagendach hinausragte. 55 Exemplare liefen als X 5800 ab 1953 bei der SNCF, die letzten wurden 1977 abgestellt. 
1949 kaufte das Unternehmen Renault eine Fabrik in Choisy-le-Roi. Der Bahnbereich wurde von der Île Seguin in deren Anlagen in Villeneuve-Saint-Georges verlagert.
1950 lieferte Renault die ersten von 110 Triebwagen der Baureihe U300 an die SNCF, die sie als X 3800 bezeichnete. Weitere 141 solcher Triebwagen wurden unter der Federführung von Renault von anderen Firmen gebaut. Die wegen ihres auffälligen Designs gemeinhin „Picassos“ genannten, weitgehend niederflurigen Fahrzeuge waren in ganz Frankreich und auch grenzüberschreitend unterwegs.
In den Jahren 1952/53 entwickelte Renault mit den Typen 5040 und 5070 auch große Diesel- bzw. Gasturbinenlokomotiven. Mit dem Typ 5050 stellte das Werk 1959 bzw. 1961 zwei sechsachsige Gasturbinenloks auf die Schienen, die bei der SNCF als Baureihe CC 80000 liefen. Sie bewährten sich aber nicht, sodass es bei den Prototypen blieb. Entsprechend dem bei Brissonneau et Lotz geschaffenen Prototyp baute Renault Mitte der 1950er Jahre 20 gummibereifte Vier-Wagen-Züge der Baureihe MP 55 für die Pariser Métro.
Mit dem Typ U825 gelang dem Unternehmen ein letzter großer Wurf. Die 825 PS (607 kW) starken, normalspurigen Triebwagen der SNCF-Baureihe X 2800 waren für den Einsatz mit Beiwagen im Mittelgebirge konzipiert. 119 Exemplare, davon 103 durch Renault, wurden ab 1957 an die SNCF ausgeliefert, 2009 schied das letzte aus dem Plandienst aus.
Acht Exemplare des dreiteiligen Meterspurtriebzugs Typ 5110 baute Renault für die Bahn von Blida nach Djelfa in Algerien. Eines dieser Fahrzeuge wurde im Juni 1957 beim Chemin de fer du Blanc-Argent (B.A.) erprobt, wo es Geschwindigkeiten von bis zu 100 km/h erreichte.
1959 erschien mit dem Aussichtstriebwagen der SNCF-Baureihe X 4200 letztmals ein neuer Triebwagentyp. Das Design der 10 gebauten Exemplare stammte von Paul Arzens, sie wurden bis 1985 im Eilzugverkehr vorwiegend auf landschaftlich schönen Strecken eingesetzt. 
1962 wurde bei Renault der Bau von Eisenbahnfahrzeugen eingestellt. Als letztes Fahrzeug verließ der Triebwagen X 2919 der Baureihe X 2800 das Werk.

## Typenbezeichnungen
1930 war Renault das einzige französische Unternehmen, das vom Automobil über Traktoren, Panzer, Busse, Schienenfahrzeuge, Schiffs- und Flugzeugmotoren etc. das ganze Spektrum moderner Transportmittel erfasste. Neuentwicklungen wurden chronologisch mit den Buchstaben A bis Z, danach mit den Buchstabenfolgen AA, AB, ... ZZ und schließlich AAA usw. bezeichnet. So trug das legendäre „Taxi de la Marne“ des Jahres 1907 die beiden Buchstaben AG, die ab 1932 gebauten Pariser Omnibusse wurden als TN herausgebracht. Diese Methode wurde bis zur Verstaatlichung des Unternehmens im Jahr 1945 beibehalten.
Bezeichnungen wie VH, ZO oder ABH für Triebwagen haben daher keinen direkten Bezug zum Fahrzeugtyp. Sie resultieren lediglich aus dem ersten Baujahr und ermöglichen Rückschlüsse auf ihren Ort innerhalb der zeitlichen Reihenfolge. Ab 1945 erhielten Neuentwicklungen eine vierstellige Nummer mit einem vorgestellten „R“ für Régie (staatlicher Betrieb). Die Gasturbinenlok 040 GA aus dem Jahr 1952 trug somit die Bezeichnung R5070.

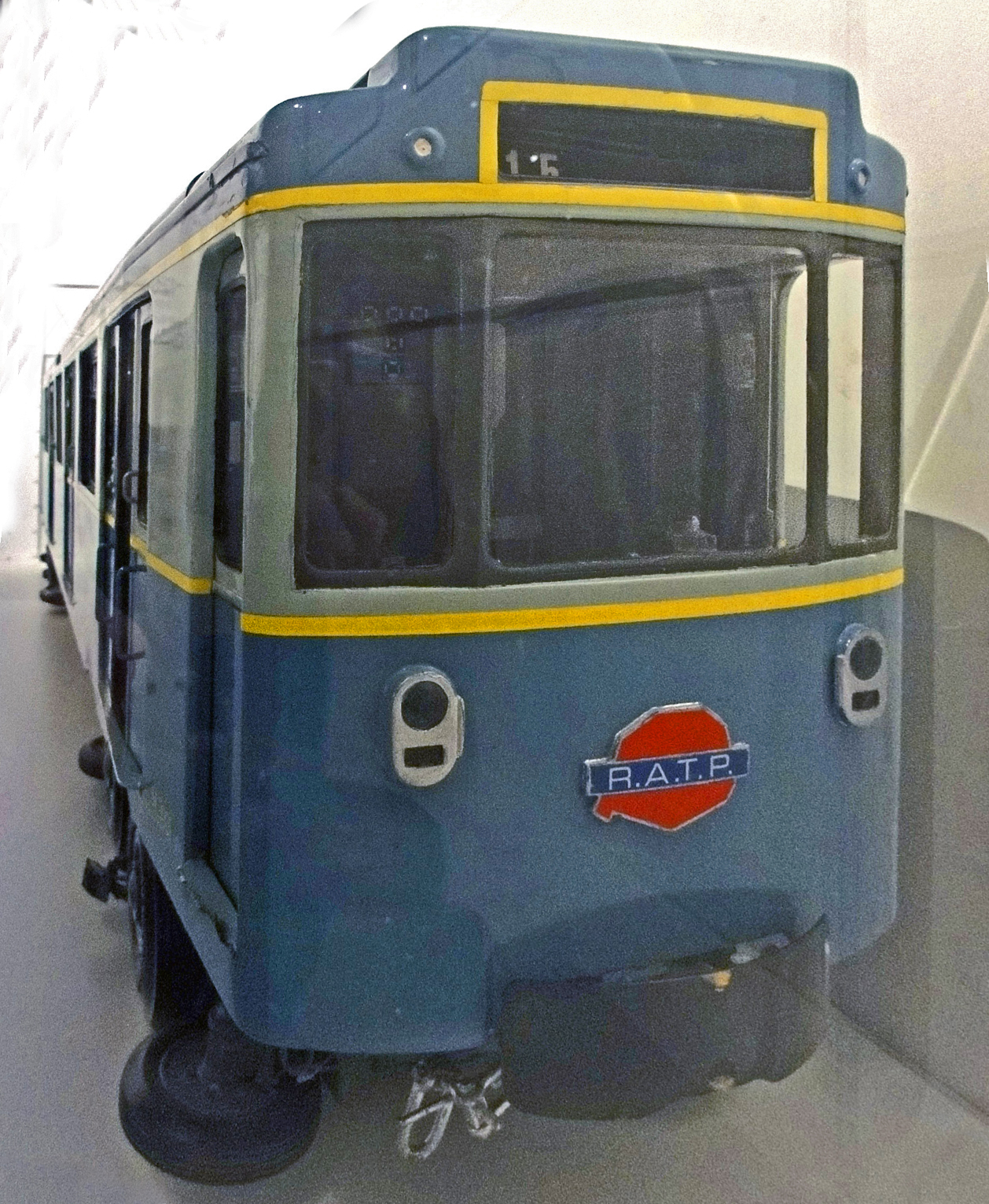
Modell eines Triebwagens der Baureihe MP 55, Bauart Renault, der Métro Paris
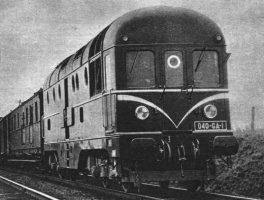
Gasturbinenlok 040 GA (R5070)
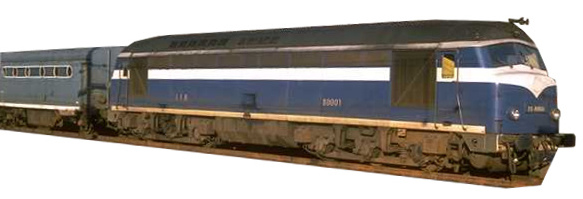
Ehemalige Gasturbinenlok CC 80001 nach dem Umbau zur Diesellokomotive